# ロバート・ウッドロウ・ウィルソン
ロバート・ウッドロウ・ウィルソン（Robert Woodrow Wilson, 1936年1月10日 - ）は、アメリカの天文学者、物理学者。アーノ・ペンジアスとともに宇宙マイクロ波背景放射（CMB）を発見し、ノーベル物理学賞を受賞した。テキサス州ヒューストン生まれ。

## 来歴
ライス大学で学部時代を過ごし、優等学生の友愛会であるファイ・ベータ・カッパに所属し、1957年に卒業、カリフォルニア工科大学(Caltech)から1962年にPh.D.を取得した。Caltechで1年間リサーチ・フェローを務めた後、1963年からベル研究所に所属した。1978年からはニューヨーク州立大学の非常勤講師を務めた。

## 業績
ノーベル賞の受賞理由となった宇宙マイクロ波背景放射は1964年に偶然発見したものである（この年の物理学賞はピョートル・カピッツァとの共同受賞である）。ニュージャージー州ホルムデルのベル研究所にあった新型アンテナを使った研究中に、彼らは空に説明できない電波ノイズ源があることを発見した。このアンテナに付いていた鳩の糞を取り除き、その他考えられる全ての雑音源を特定した後、最終的にこのノイズがCMBであることを突き止めた。この発見はビッグバン理論の重要な確証とされた。